# Porschestraße
Die Porschestraße ist die Haupteinkaufsstraße in Wolfsburg. Sie wurde nach Ferdinand Porsche benannt, von 1938 bis 1945 Hauptgeschäftsführer der Volkswagenwerk G.m.b.H.

## Geschichte
Die Porschestraße entstand ab 1951 und war als Hauptgeschäftsstraße der schnell wachsenden Stadt geplant. Zuvor waren einige Geschäfte in der 1949 errichteten Straße Kaufhof und im Schachtweg konzentriert. Mit einem Ratsbeschluss vom 30. Januar 1951 wurde die bis dahin weitgehend unbebaute, schon vor 1945 bestehende „Rothehofer Straße“ in Porschestraße umbenannt, nur wenige Stunden nach Bekanntwerden von Porsches Tod. Baubeginn war im mittleren und südlichen Abschnitt zwischen Rothenfelder Straße und Bebelstraße. Die Fahrbahn war – mit einem breiten Mittelstreifen – zwölf Meter breit und vierstreifig; dazu kamen breite Bürgersteige. Statt der geplanten Radwege und Baumreihen wurden Parkstreifen und Rückfahrstreifen eingerichtet.
Das erste Geschäft war bereits 1950 die Buchhandlung Großkopf. Kurz darauf wurden weitere Geschäfte eröffnet, darunter am 28. November 1950 das Textilgeschäft Haerder der in Lübeck ansässigen August Haerder & Co GmbH. 1952 zog die Volksbank Wolfsburg in den in diesem Jahr errichteten, noch heute bestehenden Neubau in der Porschestraße um. 1953 eröffneten das Kino Delphin-Palast am damaligen Delphinplatz, ferner am südlichen Ende der Porschestraße das Hotel Noack. 1954 zog die Wolfsburger Polizei aus einer Baracke am Steimker Berg in ihre neue Dienststelle in der Porschestraße um, die Kreissparkasse Gifhorn und die Wolfsburger Allgemeine Zeitung bezogen ihre neuerbauten Geschäftsstellen, und mit dem WKS (Wolfsburger Kaufhaus Schwerdtfeger) eröffnete das erste Wolfsburger Kaufhaus. 1956 wurde der Abschnitt von der Fallersleber Straße (heute: Heinrich-Nordhoff-Straße) bis zur Kleiststraße gebaut. 1956 entstand das Imperial-Kino, 1958 das Rathaus. 1959 entstand nach Plänen des Architekten Heinrich Senge der heute denkmalgeschützte „Rack-Bau“.
1960 wurde auf dem Grundstück Porschestraße 2 ein Hertie-Kaufhaus errichtet, 1962 das von Alvar Aalto entworfene Kulturzentrum eröffnet (später Alvar-Aalto-Kulturhaus). 1967 wurde von Stadtbaurat Rüdiger Recknagel erstmals das Konzept für eine Fußgängerzone in der Porschestraße vorgestellt.
1972 nahm das neu erbaute Hotel Holiday Inn (seit 2014 Leonardo) seinen Betrieb auf, es steht jedoch auf einem Grundstück der Rathausstraße. Das am 12. November 1973 eröffnete Haerder-City-Center war das erste Einkaufszentrum in der Porschestraße, das verschiedene selbstständige Einzelhandelsgeschäfte unter einem Dach vereinte. Neben dem Bekleidungssortiment von Haerder waren im Center unter anderem ein Reisebüro, ein Schmuckgeschäft, eine Spielwarenhandlung, ein Zeitschriftenladen und eine Zoohandlung sowie im Untergeschoss ein Lebensmittelmarkt zu finden. Das Center wurde 1972/73 nach Plänen des Lübecker Architekten Karl August Müller-Scherz errichtet und nach oben hin durch ein heute noch bestehendes Parkhaus sowie 29 Wohnungen abgeschlossen. Nach der Schließung des Centers eröffneten unter anderem Müller und H&M in dem Gebäudekomplex Filialgeschäfte, ein Teilbereich wurde zur Schillergalerie umgestaltet. 1975 wurde im geschlossenen Hotel Noack das selbstverwaltete Jugendzentrum Mitte eingerichtet, zuvor befand sich ein Freizeitheim im Kulturzentrum. In den 1970er Jahren verlegte die Polizei Wolfsburg ihre Zentrale von der Porschestraße 45 in den heute noch bestehenden Neubau an der Heßlinger Straße.
Zwischen 1977 und 1980 wurde der mittlere Abschnitt der Porschestraße als Fußgängerzone umgestaltet, am 1. März 1977 erfolgte der erste Spatenstich dafür. In den 1980er Jahren folgte der Umbau des Südabschnitts zur Fußgängerzone. Eine lange bestehende Sichtachse zum Schloss Wolfsburg wurde Ende der 1970er Jahre durch den Bau der Geschäftspavillons in der Fußgängerzone zerstört. 1990 wurde das Südkopf-Center eröffnet, für seinen Bau wurde das Jugendzentrum Mitte abgerissen. Als Ersatz entstand in einem Teilbereich des Hallenbades das Kaschpa, ein Zentrum für Kinder und Jugendliche. Bis 1994 entstand das Kunstmuseum, im Dezember 1999 wurde das „Haerder-City-Center“ wieder geschlossen. 2001 wurde die „City-Galerie“ eröffnet, ein Einkaufszentrum der ECE-Gruppe. 2003 schloss das Kaufhaus Hertie.
2004 wurde eine Neugestaltung auf ganzer Länge beschlossen. Die Bauarbeiten dauerten bis 2010. 16.500 Quadratmeter wurden mit chinesischen Granitplatten gepflastert; über dem zentralen Hugo-Bork-Platz wurde ein Glasdach errichtet, das 2014 noch erweitert wurde. Insgesamt kostete der Ausbau elf Millionen Euro. Die Passantenfrequenz stieg nach dem Umbau auf 4245 pro Tag und erreicht damit den sechsthöchsten Wert in Niedersachsen.

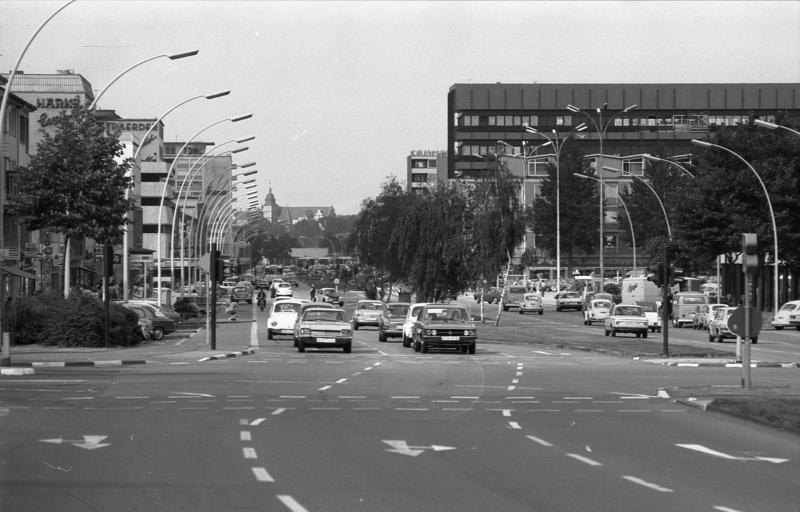
Die Porschestraße von der Kreuzung mit der Heinrich-Heine-Straße aus, mit Sichtachse zum Schloss Wolfsburg (1973)
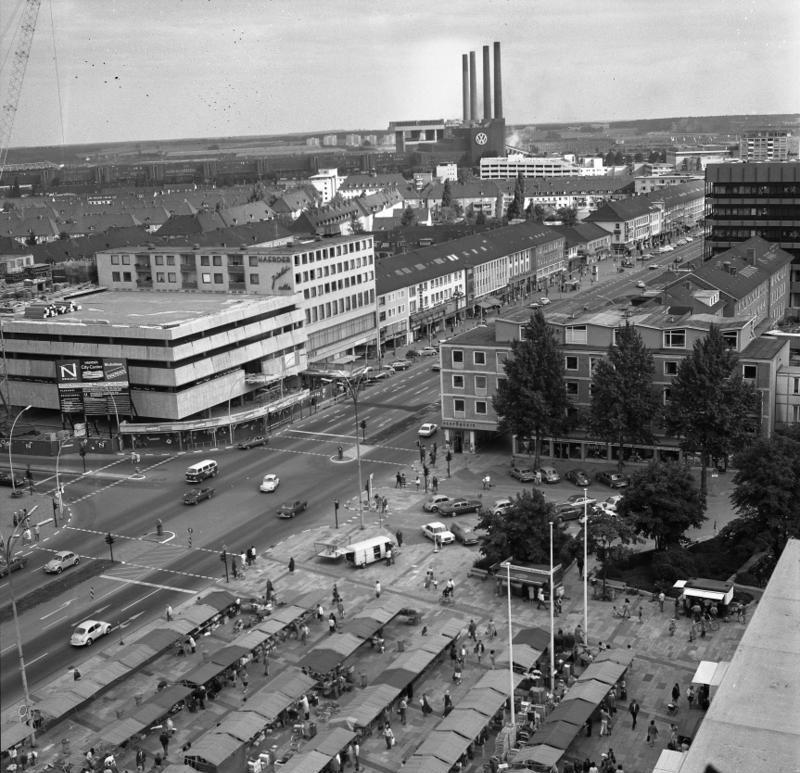
Die Porschestraße vom Rathaus aus, links das Haerder-City-Center im Bau, im Hintergrund das Volkswagenwerk (1973)
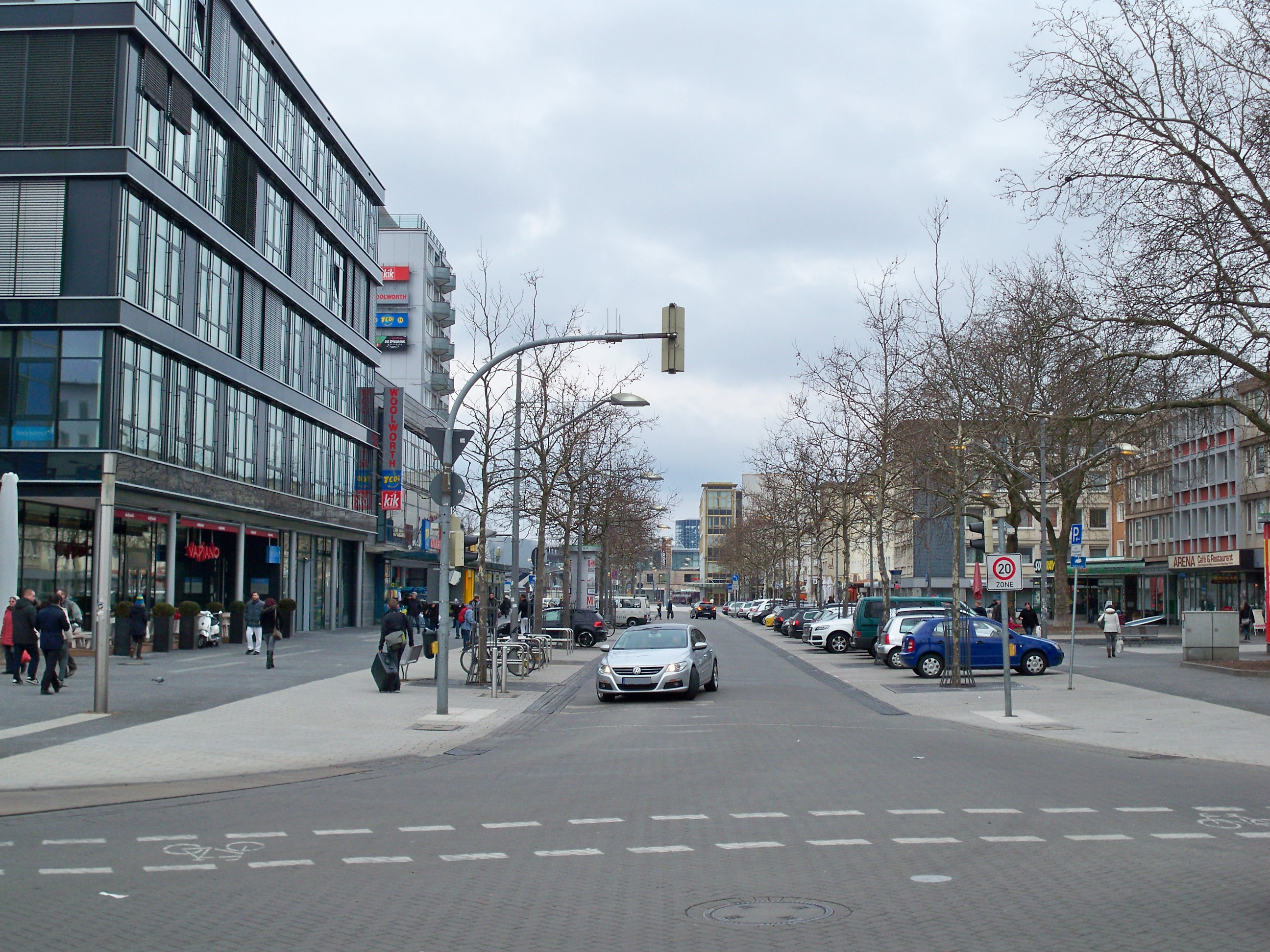
Der Nordabschnitt, im Hintergrund ein Turm der Autostadt
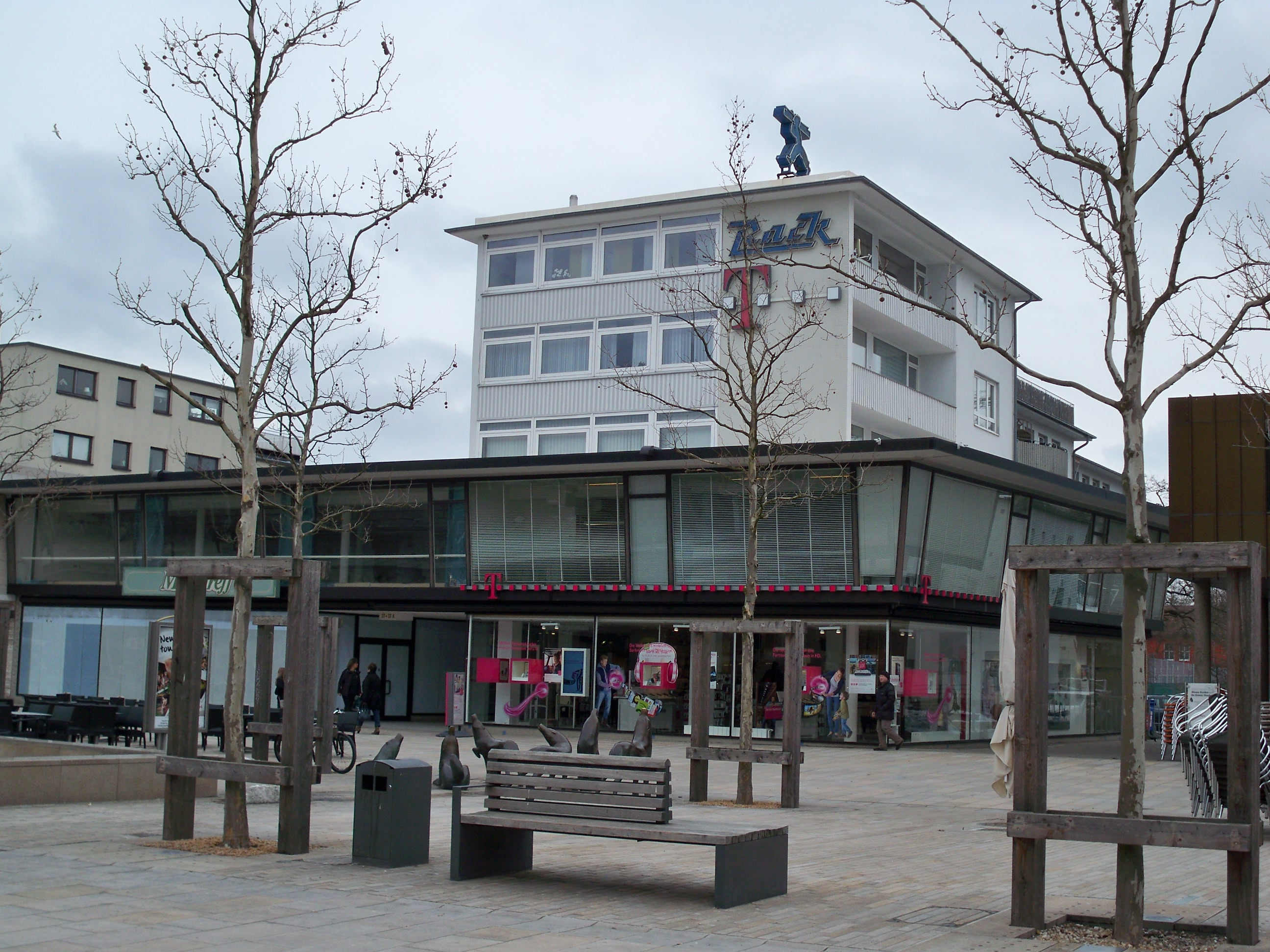
Der Rack-Bau
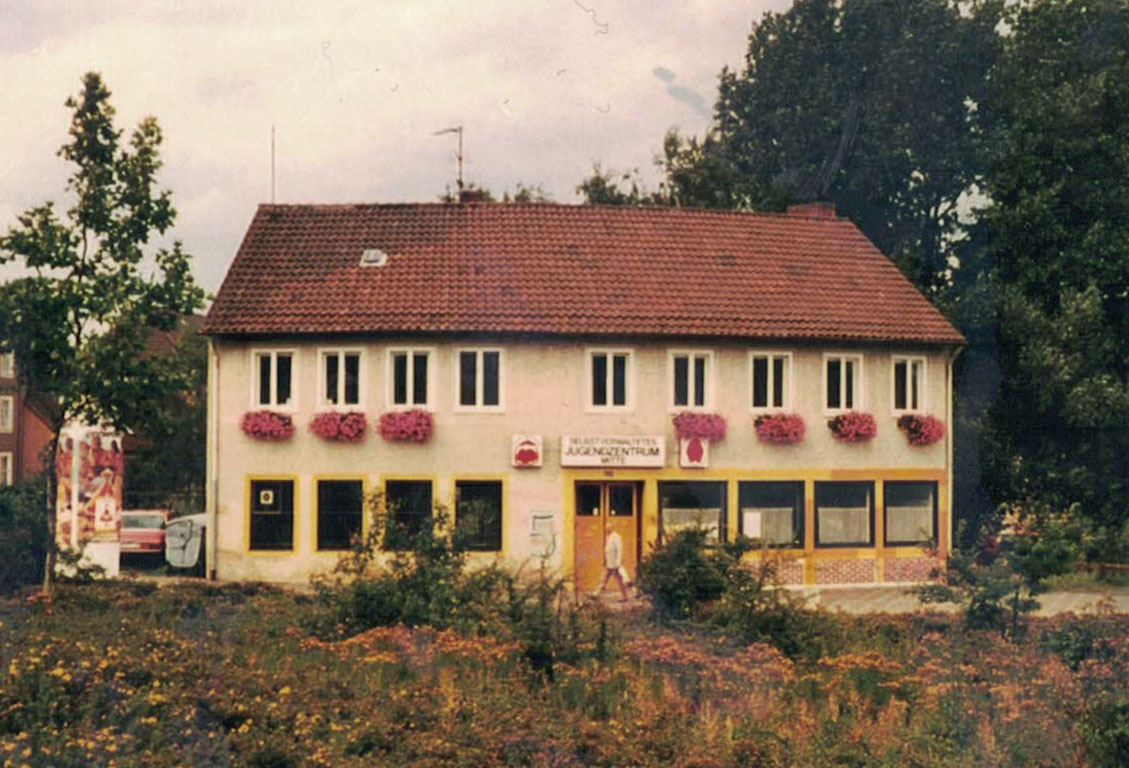
SJZ Mitte (um 1985)

## Anlage, Verkehr und Bauwerke
Die Porschestraße verläuft geradlinig etwa von Nordnordost nach Südsüdwest. Sie ist mit Granit gepflastert und ist bis auf den Nordabschnitt als Fußgängerzone ausgewiesen. Im Nordabschnitt verkehren zwischen Heinrich-Nordhoff-Straße und Poststraße nur Linienbusse und Taxis. Die Breite beträgt rund 40 Meter. In weiten Teilen verläuft in der Mitte eine zweireihige Platanenallee. In der Straße befinden sich fast ausschließlich Geschäfte, aber auch Arzt- und Rechtsanwaltspraxen und einige kulturelle Einrichtungen. Die meisten Gebäude sind zwei- bis viergeschossig, es gibt aber auch deutlich höhere Bauwerke. Die Architektur spiegelt Baustile der 1950er bis 2000er Jahre wider. Einige Gebäude ragen in den Straßenraum hinein. Inmitten der Straße stehen an mehreren Stellen Pavillons, die ebenfalls Geschäfte enthalten. In der verbreiterten Straßenanlage am Nordende, Nordkopf genannt, befindet sich ein Teil des ZOB. In der Nähe stehen unter anderem der Hauptbahnhof und das phæno. Etwa 100 Meter südwärts befindet sich auf der Westseite der Sara-Frenkel-Platz, der nach der ehemaligen Zwangsarbeiterin Sara Frenkel benannt wurde. Dort erinnert ein verkupfertes Buchenstammstück an die Leiden der Zwangsarbeiter bis 1945. Daneben befindet sich die 2009 eröffnete, heute weitgehend leer stehende „Markthalle“. Im weiteren Verlauf gibt es in der Mitte der Straße zahlreiche Wasserspiele.

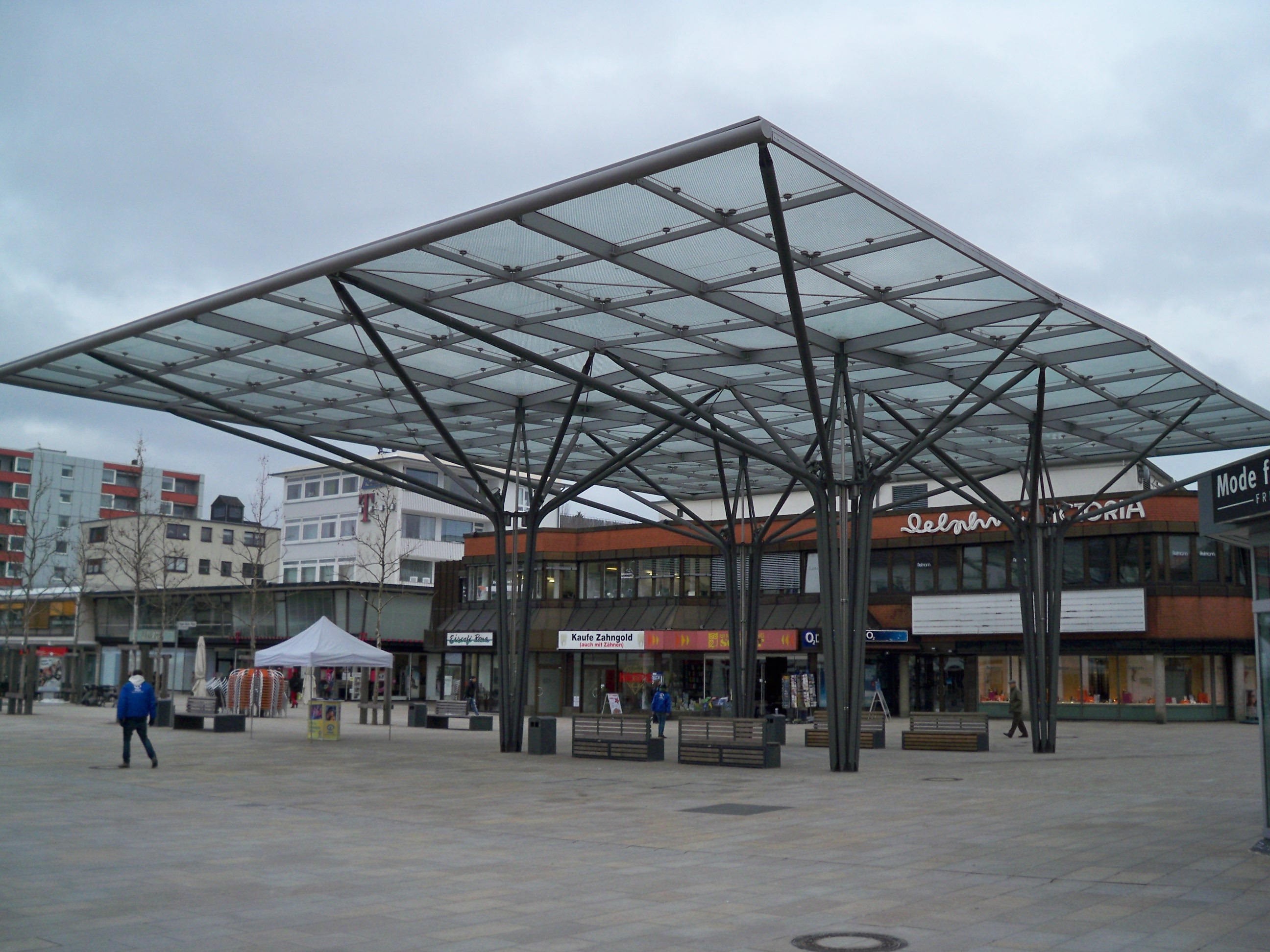
Hugo-Bork-Platz mit Glasdach und Delphin-Kino

Im Zentrum der Porschestraße liegt der Hugo-Bork-Platz (früher inoffiziell Delphinplatz), benannt nach dem ehemaligen Wolfsburger Oberbürgermeister Hugo Bork. Ein Teil des Platzes wird seit 2010 von einem Glasdach bedeckt, das seit einer Erweiterung rund 730 Quadratmeter groß ist und insgesamt 1,2 Millionen Euro kostete.

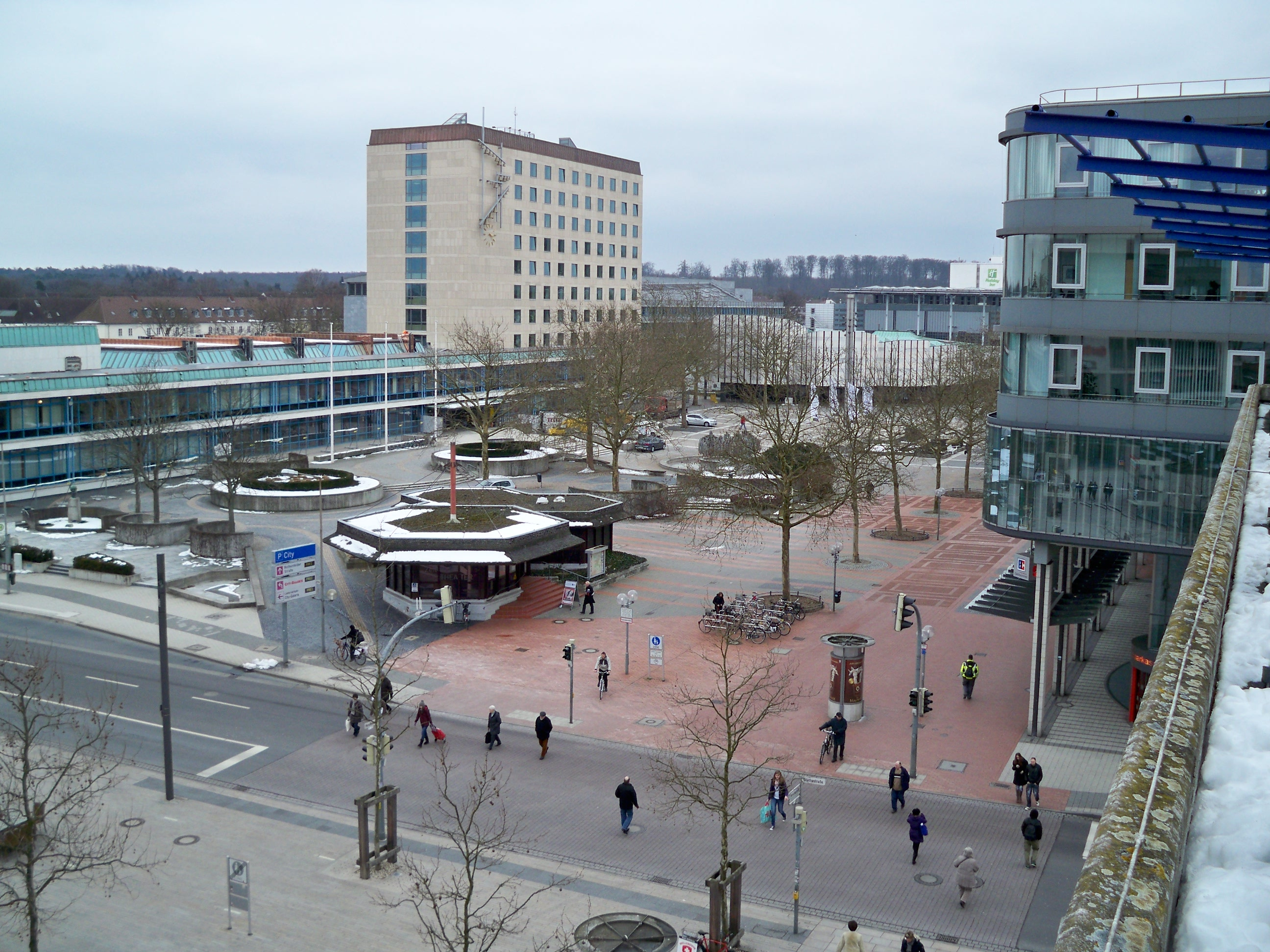
Rathausmarkt mit (von links) Rathaus, Alvar-Aalto-Kulturhaus, Kunstmuseum und Sparkasse

Südlich der kreuzenden Goethestraße befinden sich auf der Westseite Bankgebäude und Geschäfte, darunter am südlichen Abschluss das 1990 eröffnete Südkopf-Center, dessen Architektur an ein Schiff erinnern soll. Südlich der kreuzenden Pestalozziallee stehen an der Ostseite das Rathaus, das Alvar-Aalto-Kulturhaus und das Kunstmuseum, das sich der Moderne widmet. Vor dem Rathaus findet zwei Mal wöchentlich Markt statt. Vor dem Kunstmuseum liegt der mit indischem Granit gepflasterte Hollerplatz. Die Tiefgarage unter der südlichen Porschestraße dient im Bedarfsfall auch als Schutzraum. Nach Süden hin schließt die Porschestraße an die Schillerstraße an. Durch einen Fußgängertunnel können das Scharoun-Theater, das Planetarium und der CongressPark erreicht werden.

## Weitere Nutzung
In der Porschestraße gibt es zahlreiche kommerzielle Veranstaltungen, etwa Flohmärkte und den jährlich stattfindenden Weihnachtsmarkt. Auf dem Hugo-Bork-Platz und im Südabschnitt finden gelegentlich kulturelle Darbietungen statt.

## Kritik
2008 wurde die Porschestraße als „autobahnartig“ kritisiert. Hauptmanko sei die City-Galerie, die die zahlungskräftigen Einzelhändler aufnehme, während das Mietniveau in der übrigen Porschestraße zu niedrig sei und somit Mieter wie „Ein-Euro-Shops“ anzöge. Auch die Pavillons, die unregelmäßig in der Freifläche stehen, wurden kritisiert.